# 16. vojaškopolicijska brigada (ZDA)
16. vojaškopolicijska brigada (zračnoprevozna) (izvirno angleško 16th Military Police Brigade (Airborne)) je vojaškopolicijska brigada Kopenske vojske Združenih držav Amerike.

## Odlikovanja
- 4x Meritorious Unit Commendation
- Križec viteštva s palmo